# Station Sainte-Colombe Septveilles
Station Sainte-Colombe - Septveilles is een spoorweghalte aan de spoorlijn Longueville - Esternay. Het ligt in de Franse gemeente Sainte-Colombe in het departement Seine-et-Marne (Île-de-France).

## Geschiedenis
Het station is in 1858 geopend door de compagnie des chemins de fer de l'Est bij de opening van de sectie Longueville - Provins.

## Ligging
Het station ligt op kilometerpunt 90,145 van de spoorlijn Longueville - Esternay

## Diensten
Het station wordt aangedaan door treinen treinen van Transilien lijn P tussen Paris-Est en Provins.

## Vorig en volgend station
| Richting  | Vorig station | Lijn    | Volgend station     | Richting |
| --------- | ------------- | ------- | ------------------- | -------- |
| Paris-Est | Longueville   | Trans P | Champbenoist Poigny | Provins  |